# Batalla del puente de Bothwell
La batalla del puente de Bothwell, o Bothwell Brig, tuvo lugar el 22 de junio de 1679. Se libró entre las tropas del gobierno y los militantes presbiterianos Covenanters, y supuso el fin de su breve rebelión. La batalla tuvo lugar en el puente sobre el río Clyde entre Hamilton y Bothwell, en Lanarkshire, Escocia. El campo de batalla ha sido incluido en el Inventario de Campos de Batalla Históricos de Escocia y está protegido por Historic Scotland en virtud de la Ley de Medio Ambiente Histórico (modificada) de 2011.

## Antecedentes
Tras la Restauración del rey Carlos II, los presbiterianos de Escocia fueron cada vez más perseguidos por sus creencias, y en 1666 se sofocó un pequeño levantamiento armado. Aunque algunos ministros presbiterianos fueron "indultados" por el gobierno a partir de 1669, lo que les permitió conservar sus iglesias sin tener que aceptar el episcopado, los elementos más duros siguieron celebrando reuniones ilegales al aire libre, conocidas como conventicles. A menudo eran disueltos por escuadrones de dragones del gobierno, incluidos los dirigidos por John Graham de Claverhouse. El 1 de junio de 1679, Claverhouse se encontró con una reunión de este tipo cerca de Loudoun Hill, pero sus tropas fueron derrotadas por los Covenanters armados en la batalla de Drumclog, y se vio obligado a huir a Glasgow. Tras este éxito inicial, los Covenanters pasaron las siguientes semanas reforzándose, al igual que el gobierno. El hijo de Carlos, Jacobo, duque de Monmouth, fue enviado al norte para tomar el mando, y se levantó la milicia.

## La batalla

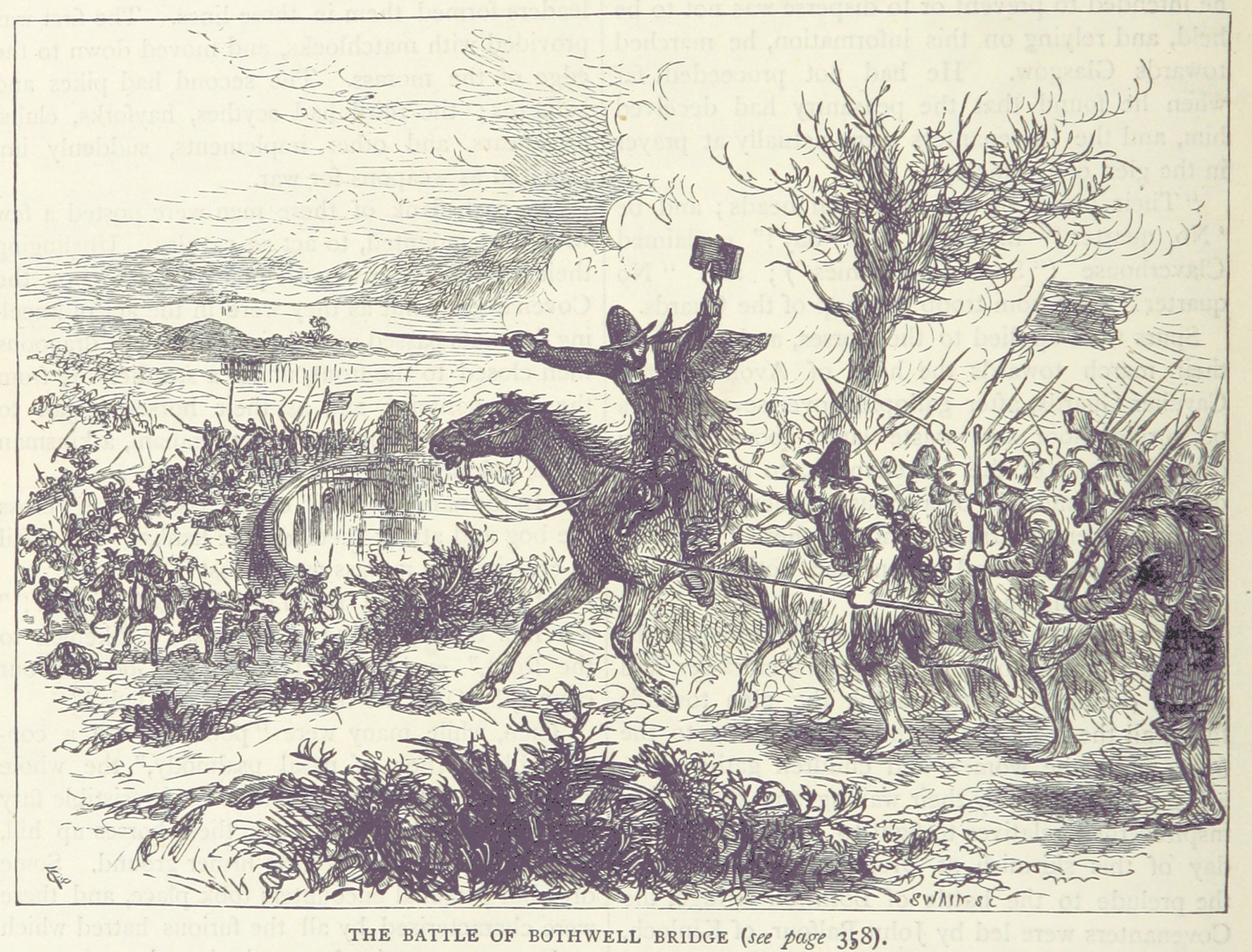
Una ilustración de la batalla

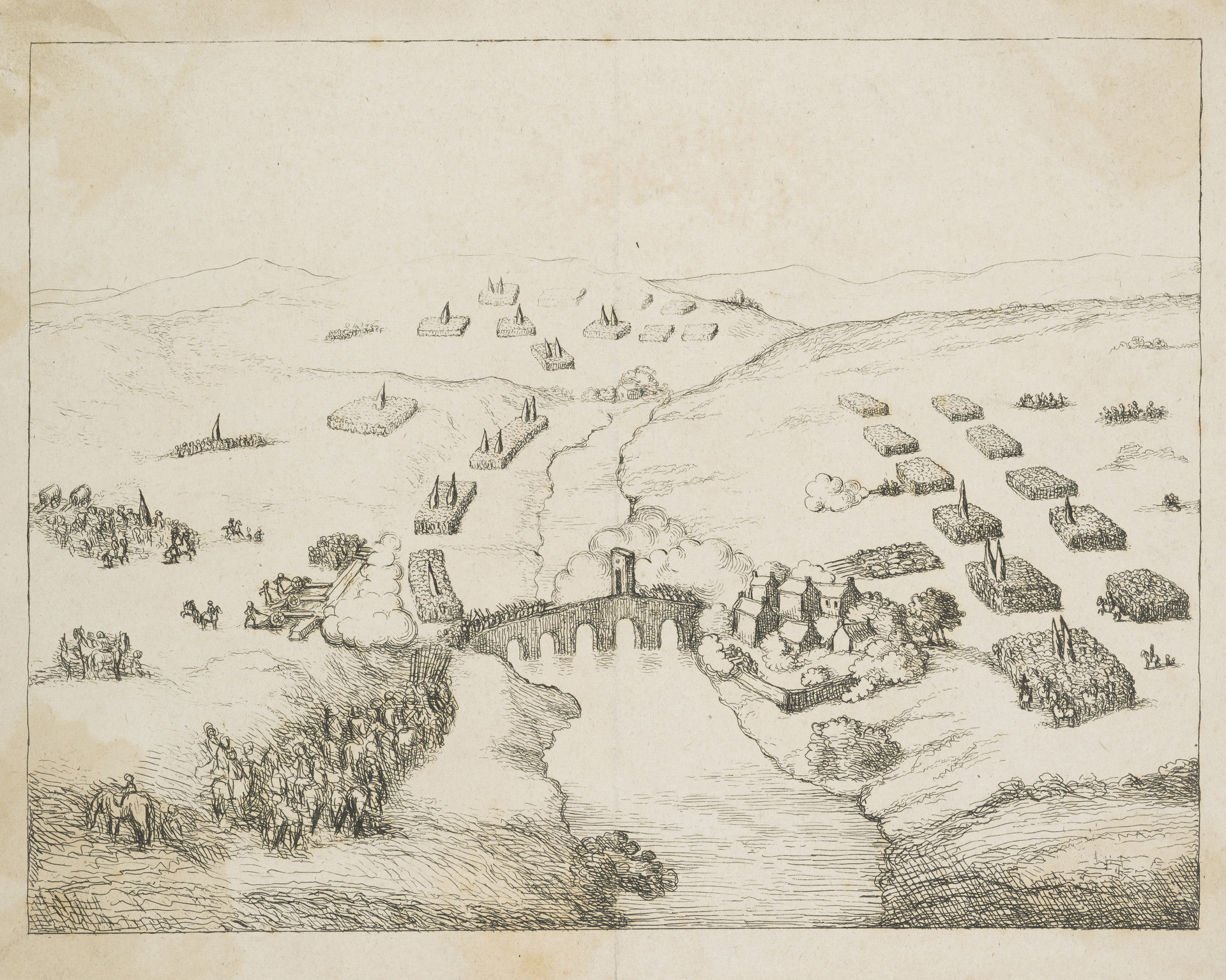
Batalla del puente de Bothwell

Los Covenanters habían establecido su campamento en la orilla sur del Clyde, al norte de Hamilton. Los rebeldes contaban con unos 6.000 hombres, pero estaban poco disciplinados y profundamente divididos por desacuerdos religiosos. Tenían pocos comandantes competentes, siendo dirigidos nominalmente por Robert Hamilton de Preston, aunque su rígida postura contra los ministros indulgentes sólo fomentaba la división. El predicador Donald Cargill y William Cleland, el vencedor de Drumclog, estaban presentes, al igual que David Hackston de Rathillet y John Balfour de Kinloch, conocido como Burley, que formaban parte del grupo que asesinó al arzobispo Sharp el 3 de mayo. El ejército gubernamental contaba con unos 5.000 soldados regulares y milicianos, y estaba comandado por Monmouth, apoyado por Claverhouse y el conde de Linlithgow. Las tropas realistas se concentraron en la orilla norte o de Bothwell del río Clyde, en un terreno en pendiente que incluía un campo que desde entonces se conoce como el Campo de los Covenanters, no porque la batalla se librara allí, sino porque durante muchos años fue el lugar donde se celebraba un conventículo de los covenanters organizado por la Scottish Covenanters Memorial Association.
La batalla se centró en el estrecho puente que cruza el Clyde, cuyo paso debía forzar Monmouth para llegar a los Covenanters. Hackston dirigió la defensa del puente y tuvo cierto éxito en las escaramuzas iniciales en el propio puente. Pero sus hombres carecían de artillería y munición, y se vieron obligados a retirarse al cabo de una hora. Una vez que los hombres de Monmouth cruzaron el puente, los Covenanters fueron rápidamente derrotados. Muchos huyeron a los parques del cercano Palacio de Hamilton, sede de la duquesa Ana, que simpatizaba con la causa presbiteriana, y fue en esta zona donde tuvieron lugar los últimos enfrentamientos. El número de covenanters que murieron varía mucho, con estimaciones que van de 7 a 700 según el Scottish Battles Gazetteer. Alrededor de 1200 fueron hechos prisioneros.

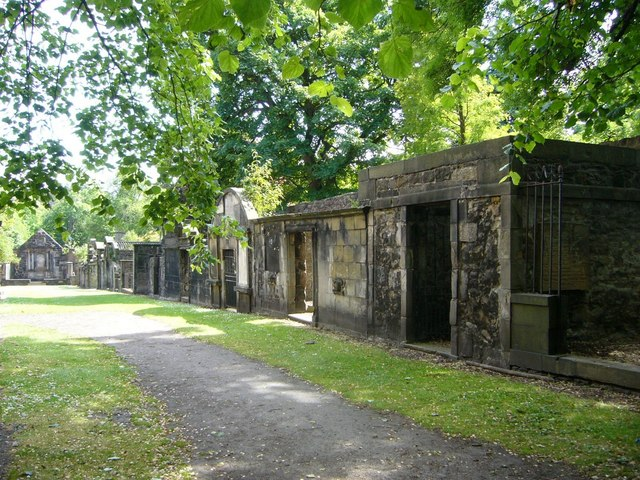
Prisión de los Covenanters, Greyfriars Kirkyard

## Secuelas
Los prisioneros fueron llevados a Edimburgo y retenidos en un terreno junto a Greyfriars Kirkyard, una zona que ahora se conoce como la Prisión de los Covenanters. Muchos permanecieron allí durante varios meses, hasta que los últimos fueron transportados a las colonias en noviembre. Sin embargo, un naufragio posterior permitió que 48 de los 257 prisioneros escaparan. Todos los que habían participado en el bando covenantero fueron declarados rebeldes y traidores, y la represión durante este periodo se ha conocido como "la época de la matanza" en las historias covenanteras. Un núcleo de rebeldes de línea dura permaneció en armas, y se conoció como los cameronianos en honor a Richard Cameron, su líder. Cameron fue asesinado en una escaramuza en Airds Moss al año siguiente, pero sus seguidores fueron finalmente indultados con la llegada de Guillermo y María en 1689.

## Memorias

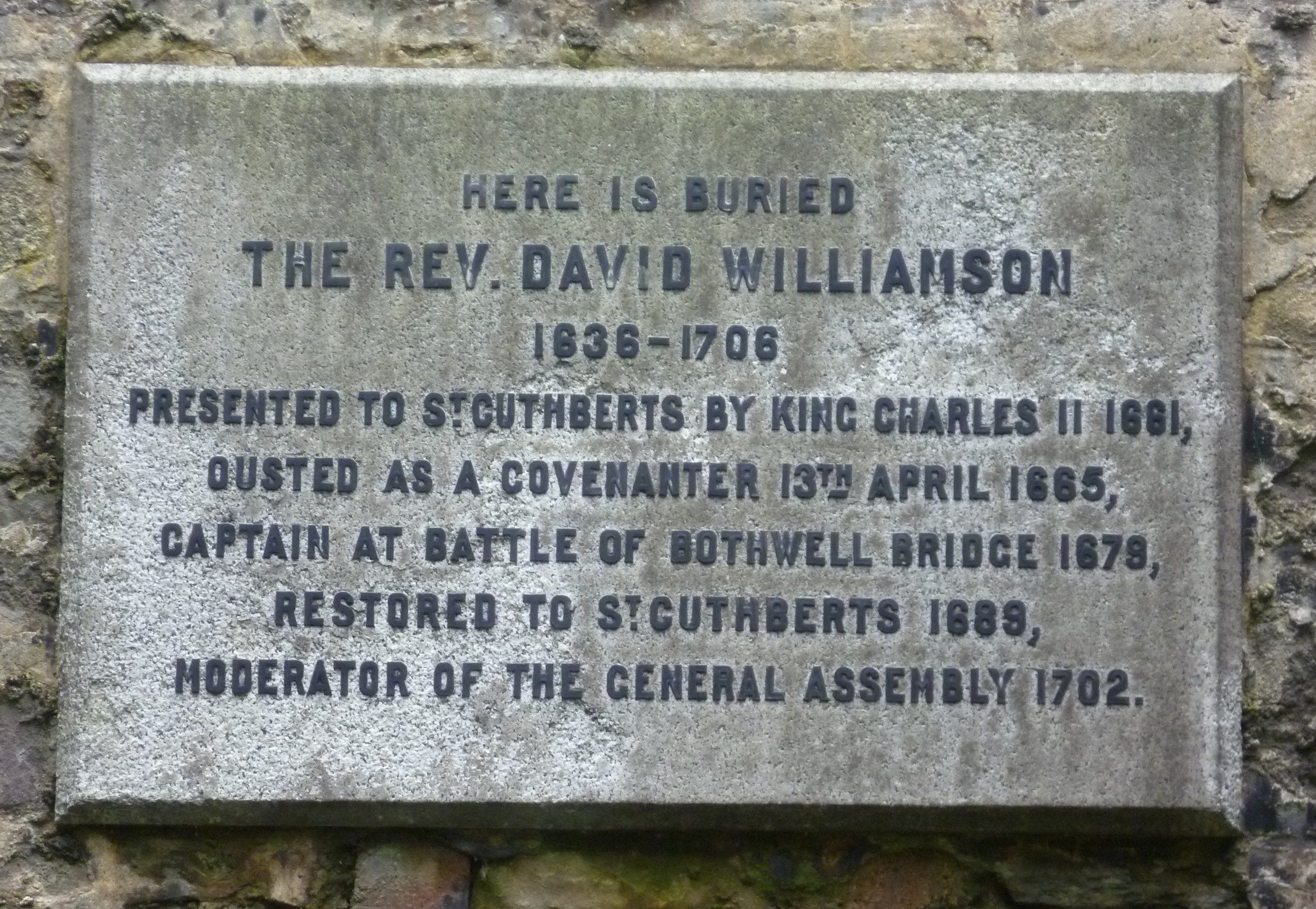
El progreso de un Covenanter revelado en una lápida en Edimburgo

La batalla es un acontecimiento central en la novela de Sir Walter Scott de 1816, Old Mortality. Scott ficciona la batalla y los acontecimientos que la preceden, introduciendo a personas reales que no estuvieron realmente presentes, como el general Tam Dalyell, así como a sus propios personajes ficticios. Sin embargo, su descripción del desarrollo de la batalla se considera exacta.
El poema de Letitia Elizabeth Landon Claverhouse at the Battle of Bothwell Brig sigue su lectura de Scott, a quien admiraba mucho.
En 1903, en el 224º aniversario de la batalla, se dedicó un monumento en el lugar. Éste se encuentra junto al puente de Bothwell, que fue reconstruido en gran parte en el siglo XIX.